# (6780) Borodin
(6780) Borodin ist ein Asteroid des inneren Hauptgürtels, der am 2. März 1990 vom belgischen Astronomen Eric Walter Elst am La-Silla-Observatorium der Europäischen Südsternwarte (IAU-Code 809) entdeckt wurde.
Der Asteroid wurde nach dem russischen Universalgelehrten (Komponist, Chemiker und Mediziner) Alexander Porfirjewitsch Borodin (1833–1887) benannt.